# فاو کار
فاو کار (انگلیسی: FAW Car) شرکت خودروسازی چینی است، که در سال ۱۹۹۷ توسط گروه فاو تأسیس شد.